# Германн Вількер
Германн Вількер (нім. Hermann Wilker, 24 липня 1874 — 28 грудня 1941) — німецький академічний веслувальник.